# Staatskommissar

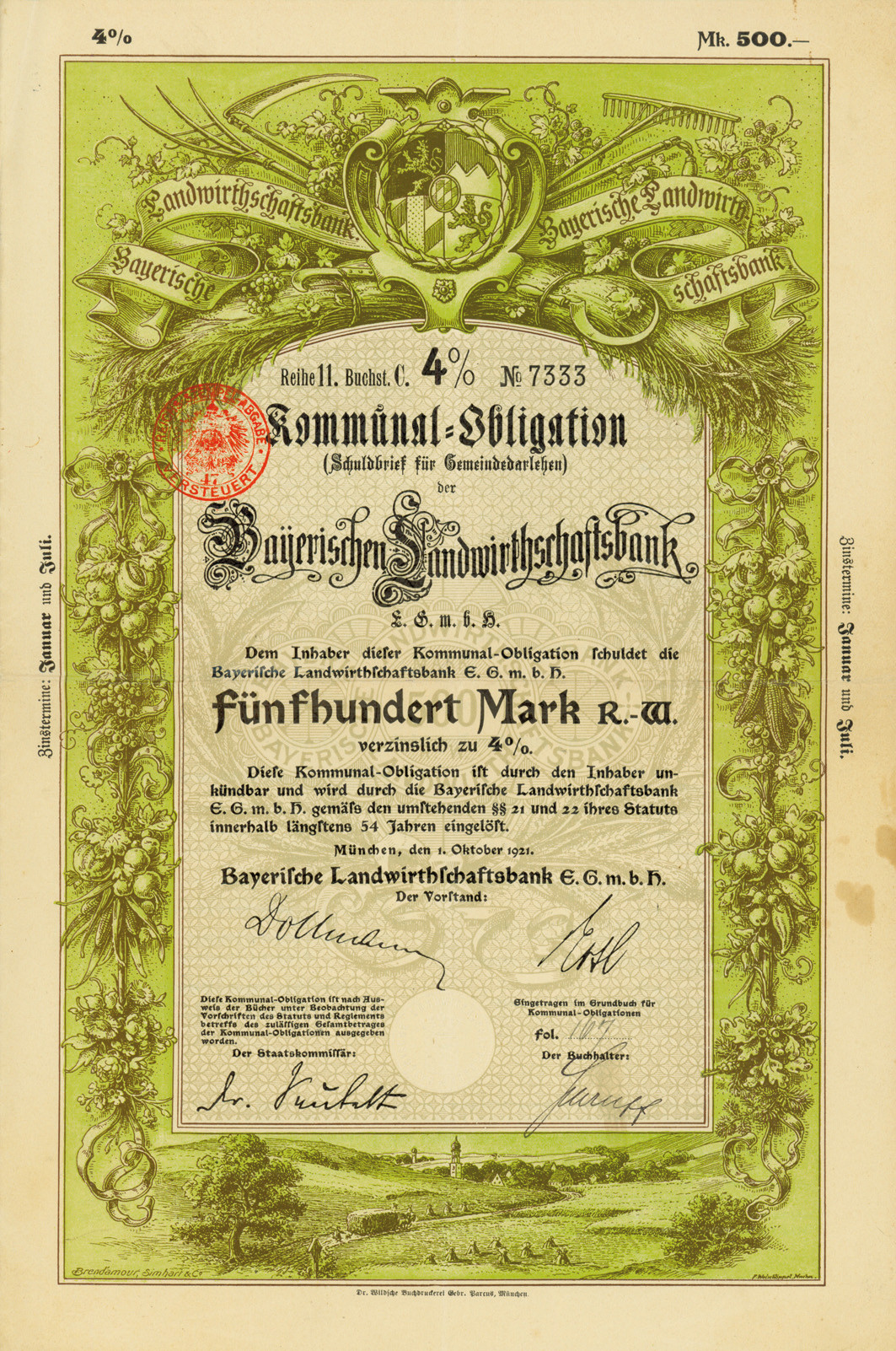
Vom bestellten Staatskommissar unterschriebene Kommunal-Obligation der Bayerischen Landwirthschaftsbank eGmbH vom 1. Oktober 1921

Ein deutscher Staatskommissar ist ein vom Staat bestellter Beauftragter, der vorübergehend (kommissarisch) eine beaufsichtigte Körperschaft leitet. Die Bestellung eines Staatskommissars setzt meist voraus, dass die beaufsichtigte Körperschaft ihre Pflichten schwerwiegend verletzt hat oder nicht mehr handlungsfähig ist. Der Staatskommissar ist damit das letzte Mittel der Kommunalaufsicht des Landes über die Gemeinden und Kreise sowie der Hochschulaufsicht des Landes über die Hochschulen.

## Weimarer Republik
Entsprechende Fälle der Reichsexekution gab es in der Weimarer Republik, insbesondere den unter zweifelhaften Voraussetzungen geführten Preußenschlag von 1932, durch den  Reichskanzler Franz von Papen zugleich Reichskommissar für Preußen wurde.

## Nationalsozialismus
Die am 28. Februar 1933 von Reichspräsident Paul von Hindenburg unterzeichnete Reichstagsbrandverordnung hob die verfassungsmäßigen Grundrechte der persönlichen Freiheit, der Meinungs-, Vereins- und Versammlungsfreiheit auf. Das im Reichstag verabschiedete Ermächtigungsgesetz vom 24. März 1933 ebnete endgültig den Weg für die Diktatur des NS-Staates.
Bereits nach den Wahlen vom 5. März 1933 begann die Machteroberung in den Ländern und Kommunen. So besetzten in Berlin SA-Einheiten und Polizei die Bezirksrathäuser und setzten Bürgermeister und Stadträte ab. Am 15. März wurde der Chefredakteur des antisemitischen Hetzblatts „Der Angriff“, Julius Lippert, zum Staatskommissar mit unbeschränkten Vollmachten ernannt.
Als Instrument nutzten die Nationalsozialisten die Polizeigewalt, die beispielsweise in Hessen nach der Absetzung des Ministerpräsidenten Bernhard Adelung am 6. März auf die Nationalsozialisten überging. Am 7. März besetzten SA-Trupps auch in Mainz das Stadthaus. Noch am selben Tag ging die Polizeigewalt an den Staatskommissar für das Polizeiwesen in Hessen, den schon früh der „völkischen Bewegung“ angehörenden Juristen Werner Best, über.
Auch in kleinen Städten wurden Staatskommissare eingesetzt, so im Thüringischen Ilmenau ein nationalsozialistisches Mitglied des Stadtrates anstelle des gewählten Bürgermeisters.
Im Mai 1933 erschuf die Reichsregierung zwecks direkter Einflussnahme auf die evangelischen Landeskirchen Staatskommissare. Otto Dibelius protestierte als Generalsuperintendent gegen diesen staatlichen Willkürakt. Für Preußen wurde als Staatskommissar am 23. Juni 1933 der Ministerialdirektor August Jäger berufen, der Leiter der Kirchenabteilung des Kultusministeriums und Amtswalter für evangelische Kirchenangelegenheiten in der Reichsleitung der NSDAP war. In einer seiner ersten Amtshandlungen setzte er am 26. Juni 1933 den Generalsuperintendenten Dibelius wegen des Protestes gegen die Regierung ab.
Im Juli 1933 erließ die Reichsregierung in Absprache mit den nationalsozialistischen „Deutschen Christen“ eine neue Reichskirchenverfassung, die eine kurzfristig für den 23. Juli 1933 anberaumte Kirchenwahl zur Folge hatte. Hitler hatte im Gegenzug auf Veranlassung des Reichspräsidenten Hindenburg die Staatskommissare zurückgezogen und ihre Maßnahmen rückgängig gemacht.
Dibelius durfte am 19. Juli 1933 in sein Amt zurückkehren. Nachdem die Deutschen Christen die Kirchenwahl im Triumph gewonnen hatten, bat Dibelius um Beurlaubung. Unter Bezug auf die Angriffe der DC schrieb er am 26. Juli 1933 in einem Brief an den Evangelischen Oberkirchenrat: „Ich bin als deutscher Student Mitglied des Vereins Deutscher Studenten geworden und habe schon während meiner Studienzeit im Kampf gegen Judentum und Sozialdemokratie gestanden.“
Im medizinischen Bereich wurden in den einzelnen Ländern Abteilungen für das Gesundheitswesen in den Innenministerien der jeweiligen Länder errichtet. Der Leiter dieser Abteilung wurde von der NSDAP als „Kommissar für das Gesundheitswesen“ eingesetzt. Er hatte die Entscheidungsgewalt in allen Fragen der Volksgesundheit. Der Abteilungsleiter oder Staatskommissar, der die Amtsbezeichnung „Ministerialdirektor“ führte, wurde aufgrund von oben genannten Gesetzen vom Innenministerium des jeweiligen Landes vorgeschlagen und vom Reichsstatthalter ernannt.
Auch die Eigenständigkeit der Deutschen Länder wurde zerschlagen, und die Regierungschefs wurden durch von Hitler bestimmte Reichskommissare abgelöst. Insbesondere das zweite „Gleichschaltungsgesetz“ vom 7. April 1933, das nach den Änderungen vom 30. Januar 1935 Reichsstatthaltergesetz genannt wurde, verschärfte diese Entwicklung und machte die Reichskommissare zu dauerhaften Reichsstatthaltern, welche die Mitglieder der Landesregierungen und die Beamten der Länder sowie Staatskommissare ernennen und entlassen konnten.

## Bundesrepublik Deutschland

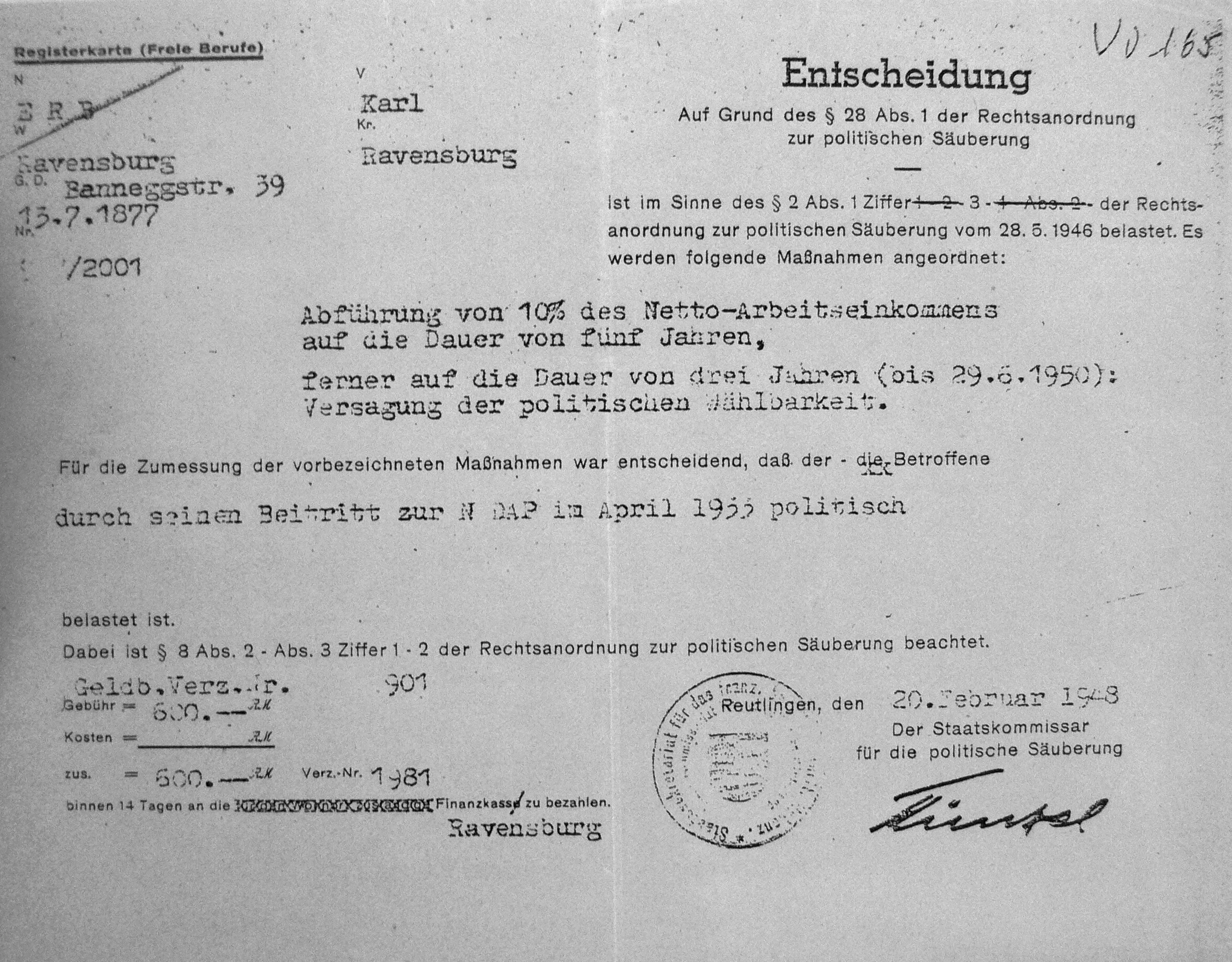
Staatskommissar für die politische Säuberung Otto Künzel (1948)

Insoweit der Bund eine Aufsicht über die Länder ausübt (Bundesaufsicht), kann er unter den Voraussetzungen des Bundeszwanges nach Art. 37 GG einen Bundeskommissar ernennen, der vorübergehend die Funktionen der betroffenen Landesregierung oder sogar des betroffenen Landtages ausübt. Dieser Fall ist in der Bundesrepublik noch nicht eingetreten.
Die Stadt Nürnberg stand vor einigen Jahren aufgrund eines nicht genehmigungsfähigen Haushalts kurz vor der Einsetzung eines Staatskommissars durch die  Regierung von Mittelfranken.
Bei der Verwaltungs- und Wirtschaftsakademie in Bayern gibt es einen „regulären Staatskommissar“.